# Солонцовский (Шолоховский район)
Солонцо́вский — хутор в Шолоховском районе Ростовской области.
Входит в состав Вёшенского сельского поселения.

## География
Расстояние до районного центра с учётом доступа транспортом — 20 км.

## Население
| 2010 |
| ---- |
| 129  |

## Улицы
- ул. Мира,
- ул. Озерная,
- пер. Ольховый,
- пер. Речной.